# Оцем
Оцем (ивр. עוצם‎) — мошав в Израиле в регионе Хевель-Лахиш, принадлежащий движению «Мошавим» и находящийся на территории регионального совета Лахиш, к западу от Кирьят-Гата. В 2020 году его население составляло 653 человек.

## История
Мошав был основан 22 мая 1955 года выходцами из Бугамеза в Атласских горах Марокко, он было первым из поселений, созданных по большому плану заселения региона Хевель-Лахиш, поэтому его временное название было «Лахиш 1». . Его имя было дано ему согласно стиху «Моя сила и мощь руки моей создали мне это войско» (Втор. 8:17), чтобы указать на интенсивность сражений в Войне за независимость между ЦАХАЛом и египетской армией в этом регионе. В прошлом мошав в основном занимался сельским хозяйством. Большинство членов мошава работают по совместительству, многие из них занимаются свободными профессиями. Первоначальный характер мошава был религиозным. Сегодня религиозные, ультраортодоксальные и светские люди живут бок о бок.
Глава преступной организации Шалом Домрани до своего ареста жил в охраняемом комплексе в мошаве. После освобождения в октябре 2021 года Домрани переехал жить в Ашкелон, а его первая жена Офра и дети остались жить в Оцеме. Среди дорожек мошава ранее было спрятано несколько ракет LAW, которые были конфискованы полицией. Домрани обвинили в их хранении, но дело против него закрыли.
В 2014 году в поселке был организован филиал ешивы «Архот Тора».

## Население
По данным Центрального статистического бюро Израиля, население на начало 2020 года составляло 653 человека.